# Shadzong-Kloster
| Tibetische Bezeichnung                  |
| --------------------------------------- |
| Wylie-Transliteration: shwa rdzong dgon |
| Chinesische Bezeichnung                 |
| Vereinfacht: 夏宗寺                     |
| Pinyin:Xiàzōng sì                       |

Das Shadzong-Kloster (tib.: shwa rdzong dgon) ist ein Kloster des tibetischen Buddhismus in Qinghai. Es befindet sich im Kreis Ping’an  (tsong kha mkhar) von Haidong im Tsongkha-Gebiet von Amdo. Es wurde Ende der Yuan-Dynastie gegründet. Es ist eines der wichtigsten Klöster der Region. 
1359 hielt sich Rölpe Dorje (tib.: rol pa'i rdo rje; 1340–1383), der 4. Karmapa der Karma-Kagyü-Schule des tibetischen Buddhismus, auf seiner Reise in die Hauptstadt der Yuan-Dynastie hier auf und erteilte während seines Aufenthaltes dem drei Jahre alten Tsongkhapa 
(1357–1419) – aus dessen Lehren später die Gelug-Schule des tibetischen Buddhismus hervorging – die Novizenweihen.
Das Kloster war die Wirkungsstätte von Chöje Döndrub Rinchen (chos rje don grub rin chen; 1309–1385), dem ersten Lehrer von Tsongkhapa und Gründer des Chakhyung-Klosters (tib. bya khyung dgon pa), und von Öser Gyatsho (od zer rgya mtsho), dem 1. Thronhalter des Kumbum-Klosters.
Das Kloster steht auf der Liste der Denkmäler der Provinz Qinghai.